# 马塞杜上校镇
马塞杜上校镇是巴西圣保罗州的一个市镇。总面积304.505平方公里，总人口5277人，人口密度17.3人/平方公里。